# Ставропольская классическая мужская гимназия
Ставропольская классическая мужская гимназия — российское среднее образовательное учебное заведение в городе Ставрополе, имевшее престиж одного из лучших средних учебных заведений России XIX века, первая мужская гимназия на Северном Кавказе. Гимназия, до 1847 года называвшаяся Кавказской областной, располагалась в доме по улице Большая Черкасская (ныне дом № 72 по проспекту Карла Маркса), а с 1868 года находилась в здании военного ведомства.

## История
Открытие гимназии было приурочено к посещению Ставрополя императором Николаем I: «18 октября 1837 года в одиннадцать часов началось долгожданное торжество, на котором присутствовал сам император…». Гимназия первоначально располагалась во взятых внаём домах чиновницы Серовой (1837—1840), подполковника Плескачевского (1840—1847), Плотникова (с 1847); только в 1868 году гимназия переехала в своё собственное помещение.
Из уездного училища при открытии Кавказской областной гимназии в неё перешло 50 учеников из 61; в следующем году в гимназии училось уже 105 человек, в 1848 — 176. Первоначально, как и во всех гимназиях Российской империи, курс обучения здесь был четырёхгодичным. Изучались закон Божий, российская словесность и логика, латинский, немецкий или французский языки, математика, география и статистика, история. В первых трех классах — физика, чистописание, рисование. При гимназии существовал пансион.
В 1849 году, когда директором училищ и гимназии был статский советник Яков Афанасьевич Березнинский, в гимназии открылось обучение детей знатных горцев, с ограниченным числом вакантных мест — всего 15. 12 октября 1849 года в Ставрополе была также открыта женская гимназия.
Наибольшего расцвета учебное заведение достигло в период руководства Я. М. Неверова (1850—1860). К 1860 году число учащихся выросло до 395 человек. Им были открыты специальные классы, которые готовили юношей после выпуска для поступления в университет, а также будущих учителей уездных училищ. По его инициативе ежегодно среди гимназистов проводились конкурсы на лучшее сочинение и работу по истории. Кроме того, он уделял особое внимание своим воспитанникам — выходцам из горских народов. При нём их число возросло вчетверо: среди гимназистов были черкесы, осетины, карачаевцы и представители других кавказских народов. По мнению Я. М. Неверова, «горцам следует давать такое образование, которое бы представляло им средство быть полезными гражданами не на воинственном, а преимущественно мирном поприще, не выходя из своей сферы, то есть не отдаляясь от своих природных нравов, обычаев, верований». В письме к Я. Неверову от 26 марта 1854 года попечитель Кавказского учебного округа барон А. П. Николаи отмечал, «что нахождение в пансионе 65 детей горских придало этому воспитательному заведению характер, совершенно особенный от других пансионов в Империи». Многие кавказские народы сформировали свои элиты просветителей с помощью Ставропольской классической гимназии.
В 1881 году было открыто реальное отделение.
Долгое время, до 1902 года, гимназией руководил Василий Демьянович Гнипов затем — Степан Фомич Мельников-Разведенков. В октябре 1896 года В. Д. Гнипов написал попечителю Кавказского учебного округа:

До настоящего времени учителями гимнастики в гимназии были отставные офицеры. Преподаваемые ими упражнения, как взятые из военного обихода, были односторонними и мало применимы к детскому и юношескому возрасту. Вследствие этого я решился пригласить для преподавания школьной гимнастики преподавателя из австрийских славян, руководствуясь указаниями д-ра Дрбоглава.— Птицын А. Н. Учителя-иностранцыСтавропольской мужской гимназии в конце XIX — начале XX вв.
И. Ф. Дрбоглав был директором 2-й Тифлисской реальной гимназии; он первый в Российской империи в начале 1890-х годов пригласил в свою гимназию чешских преподавателей гимнастики, работавших по системе т.н. «сокольской гимнастики». В середине 1890-х годов учитель «сокольской гимнастики», Ф. Ольшаник, был приглашён в Московское коммерческое училище. Ставропольская гимназия стала третьим образовательным учреждением в России, где стал работать учитель «сокольской гимнастики» — 8 мая 1897 года учителем гимнастики в гимназию был зачислен Карел Гавелка. Случившееся на рубеже 1910-х годов массовое приглашение чешских специалистов, привело к тому, что к началу Первой мировой войны численность преподавателей «сокольской гимнастики» составляло около 200 человек.

## Учащиеся
Из числа гимназистов вышел также ряд общественно-политических деятелей России: историк А. С. Трачевский, учёный, исследователь Кавказа, почётный гражданин Ставрополя Н. Я. Динник, первый переводчик на русский язык «Капитала» К. Маркса Г. А. Лопатин, организатор и руководитель одной из первых социал-демократических групп в Петербурге М. И. Бруснев. Среди представителей народов Кавказа в Ставропольской гимназии получили образование востоковеды К. Патканов, Г. Кананов; журналист и писатель А.-Г. Кешев; ингушский этнограф Ч. Э. Ахриев; осетинский поэт и художник Коста Хетагуров; государственный и общественный деятель России и Дагестана, дипломат и публицист, Главный редактор первой в истории всеобщей прессы русской газеты в Турции «Стамбульские новости», основатель Республики Дагестан и ее многолетний руководитель — Джелал Коркмасов; революционер, национальный герой карачаевского народа Саид Халимов и многие другие.